# Відлуння любові (фільм, 1974)
«Відлуння любові» — радянський телефільм 1974 року режисера Болотбека Шамшиєва, за оповіданням Чингіза Айтматова «На річці Байдамтал».

## Сюжет
Героїня фільму Асія — гідролог. Вона живе в будиночку біля гірської річки Байдамтал, по сусідству — сім'я гідротехніка Бектеміра, а на багато верст навколо жодного житла. І ось в горах біля гідропоста знаходять непритомного молодого чоловіка. Асія виходжує юнака, з'ясовується, що Нурбек — студент-агроном, який займався виведенням нових сортів пшениці, але з його вини згоріло дослідне поле і розбився комбайн і він втік і не хоче повертатися в свою бригаду. Але Асія, що покохала його, доводить йому, що йому потрібно зібратися і проявити мужність, визнати помилку і зустрітися з тими, чию довіру він не виправдав.

## У ролях
- Таттибюбю Турсунбаєва — Асія Бєжанова
- Куман Тастанбеков — Нубрек
- Б. Мукалаєва — Джийде
- Орозбек Кутманалієв — Бактемір
- Кумболот Досумбаєв — Айдаркул
- Бакірдін Алієв — Асилбай
- Аліман Джангорозова — епізод

## Знімальна група
- Режисер — Болотбек Шамшиєв
- Сценаристи — Чингіз Айтматов, Ельга Линдіна
- Оператор — Манасбек Мусаєв
- Композитор — Михайло Марутаєв
- Художник — Володимир Донсков